# Sebastià Llull Melis
Sebastià Llull Melis, també conegut com el Samsó de Sant Llorenç, el Samsó mallorquí, o el Samsó del segle XX, va néixer a Manacor l'any 1930. Era un home bondadós, dotat d'una fabulosa força física.
A la Mallorca afamegada i miserable de la postguerra va fer de la seva força física el seu modus vivendi. Primer va usar la seva força a les pedreres de marès, fent de picapedrer, excavant pous, o sembrant arbres, usant com a única màquina la força dels seus braços. Després, veient que l'Estat promocionava l'esport, va voler provar sort en la lluita lliure i la lluita grecoromana entre Barcelona i Sant Llorenç des Cardessar, el poble on vivia, encara que aquestes activitats només eren a temps parcial i de lleure. Després va fer de les demostracions de força la seva forma de vida, primer a la península i després a l'Amèrica del Sud i a la resta d'Europa. Arribà a aixecar 125 quilos amb una sola mà i a arrossegar un camió ple de gent amb les dents.
L'any 1963 va haver de deixar aquestes demostracions a causa d'un problema de salut. Més tard faria de cuiner al seu propi bar-restaurant, i després de venedor d'olives al mercat de Manacor. Minvada la seva salut, canviaria la força física pels escacs i les dames, jocs en els quals també va ser campió.
Va morir el 22 d'octubre de 2007 a Manacor.